# Ашар де ла Ферте-сюр-Об
Ашар де ла Ферте-сюр-Об (Achard de la Ferté-sur-Aube) (ок. 925—980) — основатель и сеньор города Ла-Ферте-сюр-Об (Firmitatis ad Albam) (сейчас называется Laferté-sur-Aube), предок графов Бара-сюр-Об и Суассона.
Нормандец, в некоторых генеалогиях указан сыном Регинальда Викинга. Единственный исторический документ, в котором он упоминается - житие святого Симона де Валуа (потомка Ашара), составленное в аббатстве Сен-Клод.
Получил земельные владения в Шампани, на которых построил замок Ферте-сюр-Об.
У Ашара и его жены, которая в некоторых исследованиях называется Ашардией, было как минимум трое детей:
- Ношер I (упом. 1011) — граф Бара-сюр-Об
- Фульк, епископ Суассона (995—1015)
- сын или дочь - отец или мать Беро, епископа Суассона в 1019—1052 гг.